# Гранд-Рапидс
Гранд-Ра́пидс (англ. Grand Rapids) — город на севере США в штате Мичиган, является вторым по величине городом в Мичигане (после Детройта) и первым по величине в западной части штата.
Расположен на реке Гранд-Ривер, впадающей в озеро Мичиган. Население — 188 тыс жителей (2010).

## География
| Показатель                                                                | Янв. | Фев.  | Март  | Апр.  | Май   | Июнь  | Июль  | Авг.  | Сен.  | Окт.  | Нояб. | Дек. | Год  |
| ------------------------------------------------------------------------- | ---- | ----- | ----- | ----- | ----- | ----- | ----- | ----- | ----- | ----- | ----- | ---- | ---- |
| Абсолютный максимум, °C                                                   | 20   | 21    | 31    | 32    | 35    | 39    | 42    | 39    | 37    | 32    | 27    | 21   | 42   |
| Средний суточный максимум, °C                                             | −0,6 | 0,9   | 6,9   | 14,3  | 21,0  | 26,3  | 28,4  | 27,2  | 23,3  | 15,9  | 8,4   | 2,3  | 14,6 |
| Средняя температура, °C                                                   | −4   | −3    | 2,1   | 8,7   | 15,1  | 20,5  | 22,7  | 21,7  | 17,5  | 10,8  | 4,4   | −0,9 | 9,6  |
| Средний суточный минимум, °C                                              | −7,4 | −6,9  | −2,8  | 2,9   | 9,2   | 14,6  | 16,9  | 16,2  | 11,7  | 5,7   | 0,4   | −4,1 | 4,7  |
| Абсолютный минимум, °C                                                    | −30  | −31   | −25   | −16   | −6    | 0     | 5     | 4     | −3    | −8    | −23   | −28  | −31  |
| Среднее число солнечных часов в месяц                                     | 88,3 | 116,0 | 168,2 | 210,2 | 255,9 | 286,8 | 296,5 | 264,2 | 206,0 | 152,4 | 82,0  | 62,1 | 2189 |
| Среднее число дней с осадками                                             | 17   | 13    | 12    | 13    | 13    | 11    | 10    | 10    | 10    | 13    | 13    | 16   | 149  |
| Норма осадков, мм                                                         | 64   | 54    | 61    | 101   | 102   | 100   | 98    | 90    | 87    | 102   | 79    | 63   | 1001 |
| Источник: Национальное управление океанических и атмосферных исследований |      |       |       |       |       |       |       |       |       |       |       |      |      |

## Экономика
Один из крупных центров мебельной промышленности. Развита металлообработка (производство автозапчастей и др.), бумажная, химическая промышленность.

## Спорт
В городе базируется несколько профессиональных спортивных команд.
| Клуб                  | Вид спорта      | Год основания | Лига                                 | Арена              | Связь с клубами высших лиг |
| --------------------- | --------------- | ------------- | ------------------------------------ | ------------------ | -------------------------- |
| Вест-Мичиган Уайткэпс | бейсбол         | 1994          | Среднезападная лига                  | Фиф Фёрд-болпарк   | Детройт Тайгерс            |
| Гранд-Рапидс Гриффинс | хоккей с шайбой | 1996          | Американская хоккейная лига          | Ван Андел Арена    | Детройт Ред Уингз          |
| Гранд-Рапидс Драйв    | баскетбол       | 2014          | Лига развития НБА                    | Дельта Плекс-арена | Детройт Пистонс            |
| ФК Гранд-Рапидс       | футбол          | 2014          | Национальная футбольная премьер лига | Хаусмен-филд       |                            |

## Персоналии
- В Гранд-Рапидсе родились и в своё время проживали известные музыканты Дел Шеннон, а также фронтмен популярной американской группы Red Hot Chili Peppers Энтони Кидис. Здесь родился художник Фредерик Стюарт Чёрч.
- В этом городе родился и жил известный боксёр, экс-чемпион в пяти весовых категориях, Флойд Мэйуэзер; здесь также родился другой боксёр-профессионал — Джеймс Тони.
- С 1942 по 1946 годы местным Симфоническим оркестром Гранд-Рапидс руководил Николай Малько.
- В городе похоронен художник Матиас Альтен.
- Своё детство в Гранд-Рапидсе провела актриса и шпионка Полин Кашмэн.

## Города-побратимы
- Бельско-Бяла, Польша
- Омихатиман, Япония
- Перуджа, Италия
- Округ Га (англ. Ga District), Гана
- Днепр, Украина

## Интересные факты
- В Гранд-Рапидс находится мемориальный дом, где прошло детство президента Джеральда Форда[3].
- В 1945 в Гранд-Рапидс стали впервые добавлять в питьевую воду фториды, чтобы предотвратить развитие кариеса в зубах.
- В январе 2011 года город был включён журналом Newsweek в список вымирающих городов США[4]. В ответ около 5 тысяч местных жителей поучаствовали в съёмке музыкального клипа на песню American Pie, который был назван Роджером Эбертом «самым великим музыкальным видео»[5].